# (464458) 2016 BR41
(464458) 2016 BR41 es un asteroide perteneciente al cinturón de asteroides, descubierto el 1 de octubre de 2003 por el equipo Spacewatch desde el Observatorio Nacional de Kitt Peak (Arizona, Estados Unidos).